# AD Sportwereld Pro
AD Sportwereld Pro was de eerste dagelijkse Nederlandse sportkrant. Hij verscheen van 7 april 2008 tot eind augustus 2008, 6 dagen per week in tabloidformaat. De krant was beschikbaar als abonnement en in de losse verkoop.
De krant werd uitgegeven in de periode tussen april en eind augustus, omdat er in die tijd een groot aantal sportevenementen plaatsvond, zoals het EK Voetbal, Wimbledon, de tour de France en de Olympische Spelen.
Tegelijkertijd met de nieuwe krant werd tevens een nieuwe website gelanceerd, waar 24 uur per dag het laatste sportnieuws op te lezen was.